# Аваната
Аваната (гренл. Avannaata) — новий муніципалітет (комуна) Гренландії, створений 1 січня 2018 року з основної частини колишнього муніципалітету Каасуїтсуп. Він охоплює площу 522,700 км ², а його населення становить приблизно 10 600 жителів.

## Міста та селища

#### Район Ілулісат
- Ілуліссат (Якобсгавн)
- Іліманак
- Окаатсут
- Кекертак
- Саккак

#### Район Каанаак
- Каанаак
- Кекертат
- Савіссівік
- Сіорапалук

#### Район Уумманнак
- Уумманнак
- Ікерасак
- Іллорсуіт
- Ніакорнат
- Нуугаатсіак
- Каарсут
- Сааттут
- Уккусіссат

#### Район Упернавіка
- Упернавік
- Ааппілатток
- Іннаарсуїт
- Кангерсуатсіак
- Куллорсуак
- Нааяат
- Нутаарміут
- Нууссуак
- Тасіусак
- Острів Туссак
- Упернавік-Куяллек

## Мова
Kalaallisut — західно-гренландський діалект, на якому говорять в містах та поселеннях західного і північно-західного узбережжя. Inuktun — діалект, на якому теж тут говорять і навколо Каанаака.